# Masalia metaphaea
Masalia metaphaea là một loài bướm đêm trong họ Noctuidae.